# 塞尔圣玛丽
塞尔圣玛丽（法語：Serres-Sainte-Marie，法語發音：[sɛʁ sɛ̃t maʁi]）是法国大西洋比利牛斯省的一个市镇，位于该省北部偏东，属于波城区。

## 地理
塞尔圣玛丽（43°24'53"N, 0°33'11"W）面积9.49 平方千米，位于法国新阿基坦大区大西洋比利牛斯省，该省份为法国东南部省份，涵盖了贝阿恩与北巴斯克，西临大西洋比斯開灣，北至朗德省，东北接热尔省，东临上比利牛斯省，南与西班牙接壤。
与塞尔圣玛丽接壤的市镇（或旧市镇、城区）包括：阿尔蒂克斯、卡斯泰德卡米、塞斯科、多阿宗、蒙雷若堡、拉克。

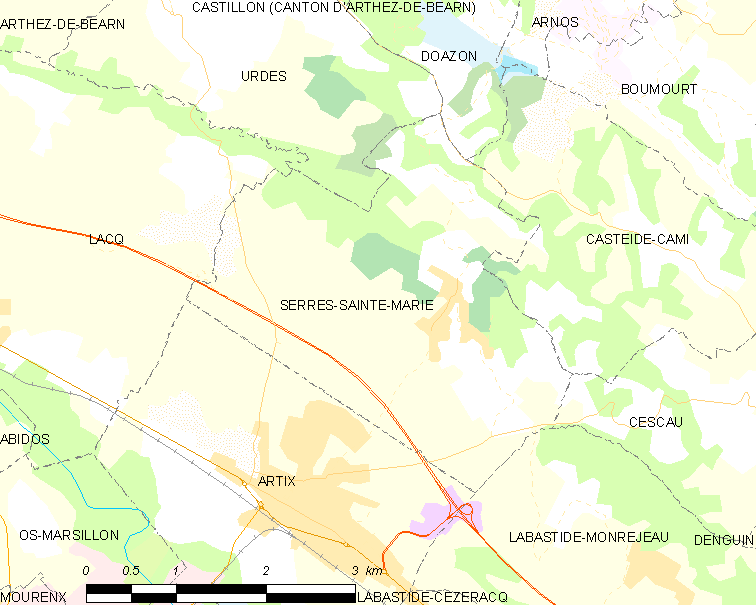
塞尔圣玛丽的OSM定位图

塞尔圣玛丽的时区为UTC+01:00、UTC+02:00（夏令时）。

## 行政
塞尔圣玛丽的邮政编码为64170，INSEE市镇编码为64521。

## 政治
塞尔圣玛丽所属的省级选区为阿尔蒂克斯和苏贝斯特尔地区县。

## 人口

1962-2008年间塞尔圣玛丽人口变化图示

塞尔圣玛丽于2022年1月1日时的人口数量为601人。